# Ecce homo (Le Caravage, Madrid)
Ecce homo est un tableau attribué au peintre Michelangelo Merisi dit « Caravage », après sa redécouverte en Espagne dans les années 2020. Il appartient à un propriétaire privé. 

## Description et thème
La toile est de dimensions réduites (111 × 86 cm). Elle présente en plan serré trois personnages : Jésus-Christ est au centre, les mains liées tenant une baguette de roseau, ceint de la couronne d'épines et le front gouttant de sang ; deux hommes se tiennent tout près de lui et regardent le spectateur en face tandis que le Christ a le visage et le regard baissés. L'homme à l'arrière s'emploie à couvrir les épaules de Jésus d'un manteau rouge, et celui à l'avant semble s'adresser au spectateur en montrant des deux mains le Christ supplicié. 
Le tableau ne porte aucun titre, comme il est habituel pour les toiles de l'époque ; il est désormais généralement connu sous le titre Ecce homo ou occasionnellement Le Couronnement d'épines. Il s'agit d'une scène biblique tirée des Évangiles, au cours de laquelle le Christ torturé, qu'on a coiffé d'une couronne d'épines, est présenté à la foule par le préfet romain Ponce Pilate. Celui-ci annonce en latin « Ecce homo », c'est-à-dire « Voici l'homme ».
Caravage avait déjà traité ce même sujet dans une autre toile datée d'environ 1605, connue sous le même titre Ecce homo et conservée à Gênes.

## Découverte des années 2020
Le tableau est attribué au peintre lombard après une redécouverte rocambolesque : il est repéré à l'occasion d'une vente aux enchères à Madrid en avril 2021, lors de laquelle il est modestement attribué à un suiveur de Ribera et proposé au prix de départ de 1 500 €. Cette estimation est ridiculement faible si l'on attribue la toile à Caravage, car sa valeur atteindrait alors aisément les dizaines de millions de dollars.
Devant les doutes concernant l'attribution du tableau, le gouvernement espagnol intervient dans la vente pour interdire l'exportation de la toile et une longue enquête s'ensuit, ainsi qu'une restauration de grande ampleur. Au terme de ce travail, plusieurs experts se prononcent en faveur d'une réattribution à Caravage. En 2024, le tableau restauré fait l'objet d'une exposition en pièce unique au musée du Prado, qui confirme à cette occasion l'attribution au peintre lombard.

## Parcours de la toile

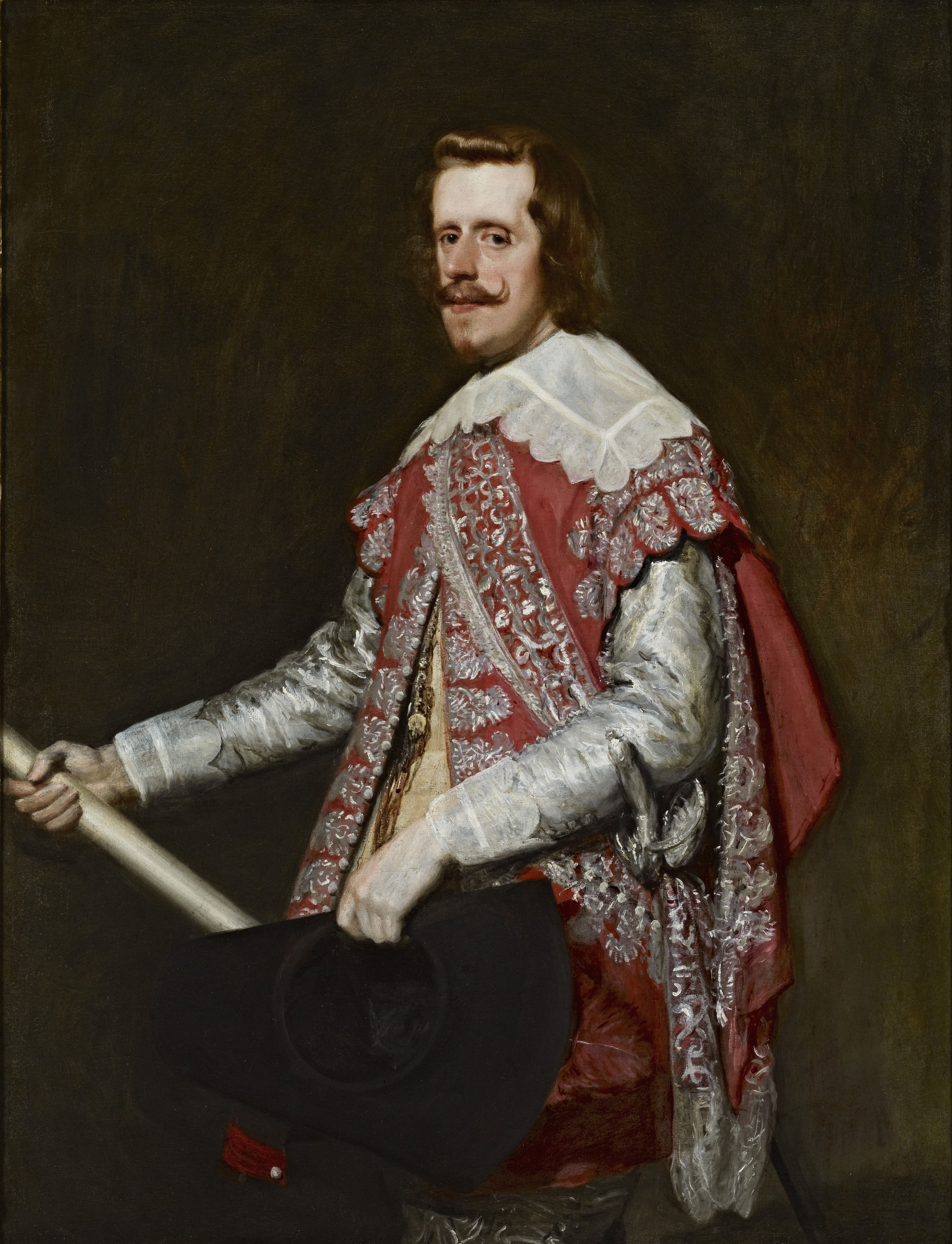
Le roi d'Espagne Philippe IV (roi d'Espagne) intègre la toile de Caravage dans sa collection en 1664.
Portrait du roi par Vélasquez en 1644 (The Frick Collection, New York).

La toile appartient vraisemblablement à la période tardive de Caravage : les estimations varient entre 1605 et 1610 (année de la mort de l'artiste),. 
Les premières recherches historiographiques notent son apparition dans un inventaire du Comte de Castrillo, vice-roi de Naples. Il rejoint en suite, en 1664, par la voie maritime, les collections du roi d'Espagne Philippe IV. Après plusieurs décennies dans les collections royales, il aurait rejoint les collections de Manuel Godoy, conseiller du roi Charles IV. En 1821, la toile parvient à Evaristo Pérez de Castro Méndez et reste en possession de la famille Pérez de Castro. En 1823 une archive de l’Académie royale des beaux-arts de San Fernando qui recueille des toiles de la collection de Godoy mentionne qu’un Ecce Homo de « Carabaggio » est échangé contre un tableau d’Alonso Cano appartenant à l’homme politique et diplomate Evaristo Perez de Castro. Le tableau est vendu en 2024   à un propriétaire Britannique, résidant en Espagne, qui souhaite rester anonyme . 
D'après la presse espagnole, l’œuvre aurait été acquise pour 36 millions d’euros.